# Митровски окръг
Митровски окръг се намира в северната част на Косово с площ 2025 кв. км. Административен център на окръга е град Косовска Митровица. В състава му влизат 6 общини. Населението на Митровски окръг е 335 700 души към 2008 г.

## Общини
- Косовска Митровица
- Лепосавич (сръбски анклав)
- Звечан (сръбски анклав)
- Зубин поток (сръбски анклав)
- Вучитрън
- Сърбица